# XIV Cuerpo de Ejército (Bando republicano)
El XIV Cuerpo de Ejército fue una formación militar del Ejército Popular de la República que actuó durante la guerra civil española, principalmente en el llamado Frente Norte. 
Sus orígenes se encuentran en el antiguo Euzko Gudarostea, renombrado más tarde como I Cuerpo de Ejército de Euzkadi, que había llevado el peso de la resistencia vasco-republicana en Vizcaya aunque tras la caída de Bilbao salió de territorio vasco y se situó en Cantabria esperando el siguiente ataque franquista. En la reforma estructural del Ejército republicano del Norte, el Cuerpo de Ejército Vasco fue renombrado como XIV Cuerpo de Ejército bajo el mando de Adolfo Prada Vaquero. Aunque intentó mantener la resistencia republicana en el Norte, no pudo evitar la caída de Santander y de Asturias.

## Historial
El 6 de agosto, un decreto creaba en Santander la Junta Delegada del Gobierno en el Norte, persidida por el general Mariano Gamir Ulibarri, máximo responsable militar. Se trataba así de coordinar las acciones de defensa del territorio cántabro. El antiguo I Cuerpo de Ejército de Euzkadi fue renombrado como «XIV Cuerpo de Ejército», siendo integrado como otra unidad más en el Ejército Popular de la República y quedando bajo el mando del Coronel Adolfo Prada Vaquero, procedente de la zona centro.
El 14 de agosto empezó la ofensiva franquista en Santander, que al cabo de pocos días se había convertido en un desastre para las tropas republicanas, aunque las tropas vascas del sector oriental mantuvieron sus posiciones. Pero ante el hundimiento de la retaguardia del XIV Cuerpo de Ejército, Prada recibió órdenes de retirarse hacia Asturias pero se encontró con la insubordinación de los batallones nacionalistas vascos, que se retiraron por su cuenta hacia la localidad de Santoña. Allí se produjo el llamado Pacto de Santoña, por el que estas tropas vascas se rendían a las tropas italianas del CTV con la intención de conseguir ciertos privilegios, aunque luego no fuera respetado y cayeran en manos de Franco. Así, una buena parte de las unidades del XIV Cuerpo causaron baja y dejaron a la formación en una situación crítica, debiendo retirarse hacia Asturias con las pocas unidades que todavía le quedaban, como por ejemplo el Batallón Isaac Puente. En medio de la retirada, Prada fue nombrado jefe supremo del Ejército republicano del Norte y le sustituyó en su puesto el teniente coronel Francisco Galán, otro militar de probada eficacia.
Este se aprestó a reorganizar al mermado XIV Cuerpo, cuyas unidades se habían visto diezmadas y con grandes pérdidas materiales, tanto que una buena parte de las fuerzas que le quedaban al Cuerpo, lo estaban sin armar. Así, los hombres de Galán lograron detener el avance franquista en El Mazuco durante varias semanas, en unas penosas condiciones y sin apenas armamento y suficientes hombres. A finales de septiembre parece claro que antes o después la resistencia republicana caerá y, efectivamente, el 10 de octubre se produce la caída del frente, a la que seguirá la caída de Gijón el 21 de octubre y, con ello, de la última resistencia republicana en el Norte. El XIV Cuerpo, que ya se había desintegrado durante los últimos días de la retirada republicana, quedó destruido. 
Antes de que acabase el año se creó un nuevo Cuerpo de Ejército que recuperó la numeración del antiguo cuerpo del Frente Norte, aunque se trataba de una unidad guerrillera y sin la misma estructura.

## Mandos
Comandantes
- coronel Adolfo Prada Vaquero (6-29 de agosto de 1937);
- teniente coronel Francisco Galán (29 de agosto-21 de octubre de 1937);[2]

Comisarios
- Jesús Larrañaga Churruca, del PCE.

Jefes de Estado Mayor
- Comandante de Estado Mayor Ernesto de la Fuente Torres.[3]
- Comandante de Infantería Juan Ibáñez Lugea, desde el 7 de septiembre de 1937.

## Orden de Batalla
| Fecha                | Ejército adscrito  | Frente de batalla | Divisiones integradas   |
| 6 de agosto de 1937  | Ejército del Norte | Santander         | 48.ª, 49.ª, 50.ª y 51.ª |
| 1 de octubre de 1937 | Ejército del Norte | Asturias          | 48.ª, 49.ª y 50.ª       |